# Копальня Ал-Кабіл (Tamman)
Копальня Ал-Кабіл (Tamman) — гірничорудний майданчик з видобутку марганцевої руди на півночі Оману, яким опікувалась компанія Al Tamman Trading.
На півночі Оману виявлені невеликі родовища марганцевих руд, розробка яких почалась лише в 2010-х роках. Першою в 2011 році запустила свою копальню в районі Ал-Кабіл компанія Al Tamman. Видобуток вели відкритим способом, а річна проєктна потужність рудника становила 60 тисяч тонн. При цьому до появи у 2013-му другого виробника — компанії Al Jood — фактичний видобуток марганцевої руди в Омані становив 43 тисячі тонн 2011-го та 40 тисяч тонн 2012 року.
Al Tamman вела розвідку марганцевих родовищ на ще кількох ліцензійних ділянках та навіть планувала спорудження феросплавного заводу, проте ці проєкти не дали результатів. Можливо відзначити, що станом на початок 2020-х років єдиним виробником марганцевої руди в Омані була копальня компанії Trust Mining в районі Рас-аль-Хадд.